# Thermutopsis
Thermutopsis — рід грибів родини Lichinaceae. Назва вперше опублікована 1990 року.

## Класифікація
До роду Thermutopsis відносять 1 вид:
- Thermutopsis jamesii